# Cholovocera formicaria
Cholovocera formicaria is een keversoort uit de familie zwamkevers (Endomychidae). De wetenschappelijke naam van de soort werd in 1838 gepubliceerd door Victor Ivanovitsch Motschulsky.
De soort leeft in nesten van de mieren Messor barbarus, Messor structor, Aphaenogaster testaceopilosa en Pheidole megacephala. Het kevertje wordt ongeveer 1,2 tot 1,5 millimeter lang.
De soort komt voor in Zuid-Europa, Klein-Azië en Noord-Afrika.